# Oliver Heaviside
Oliver Heaviside (Londen, 18 mei 1850 – Torquay, 3 februari 1925) was een wis- en natuurkundige en ingenieur uit Engeland. Hij was een autodidact. Hij rekende met complexe getallen bij het bestuderen van elektrische schakelingen. Heaviside bedacht een eigen methode met operatoren om differentiaalvergelijkingen op te lossen. Hij gebruikte daarbij een methode, die met de laplacetransformatie overeenkwam, en herformuleerde zo de wetten van Maxwell in termen van het elektrisch en het magnetisch veld en de flux. Hij ontwikkelde onafhankelijk van anderen de vectoranalyse en hij heeft de heaviside-functie ingevoerd. Hoewel hij op slechte voet stond met de wetenschappelijke instellingen van zijn tijd, was zijn werk van grote invloed op de wiskunde en natuurwetenschappen.
De E-laag in de ionosfeer, bekend zowel als de Heaviside-band als de Kennelly-Heaviside-band is mede naar hem genoemd. De ander is de Amerikaan Arthur Edwin Kennelly. Heaviside werd in 1918 erelid van de IEEE en ontving in 1905 een eredoctoraat van de Universiteit van Göttingen en in 1922 de Faraday Medal.